# ناحية أنغوت
ناحية أنغوت ((بالفارسية: بخش انگوت)) هي ناحية من نواحي مقاطعة غرمي، في
```
محافظة أردبيل
، في 
إيران
. في تعداد عام 2006، كان عدد سكانها 27,494 في 5,626 عائلة.
[
3
]
 فيها مدينة واحدة: 
تازهكند انغوت
. وثلاث 
أقسام ريفية
: 
قسم انغوت الغربي الريفي
، 
قسم انغوت الشرقي الريفي
 
وقسم بائين برزند الريفي
.
```